# アナののびしろ
『アナののびしろ』は2021年4月4日より日曜日3:00 - 3:15（土曜深夜）にCBCラジオで放送されているラジオ番組。CBCテレビの2020年代以降入社アナウンサーが週替わりで原則1名ずつ出演する。2023年からはプロ野球シーズンオフ中は、19:00 - 21:00に時間移動、メインパーソナリティにもう一人アナウンサーが出演する形となった。

## 出演

### 現在の出演者
第5シリーズ（後述）からは以下の中より月替わりで原則1名が出演する。2023年からはプロ野球シーズンオフはメインパーソナリティと1名で放送
- 斉藤初音（2020年入社）
- 松本道弥（2021年入社）
- 佐藤楠大（2023年入社） - 2024年プロ野球シーズンオフメインパーソナリティ
- 瀧川幸樹（2024年入社）
- 小川実桜（2024年入社）
- 友廣南実（2024年入社）
- 中村彩賀（2024年入社）

### 過去の出演者
- 柳沢彩美（2010年入社）- 2021年7月11日まで
- 江田亮（2013年入社）- 当時アナウンサー。2022年11月まで
- 加藤愛（2019年10月入社）- 当時CBCテレビアナウンサー。
- 榊原悠介 （2017年入社） - 2023年プロ野球シーズンオフメインパーソナリティ
- 光山雄一朗（2017年入社）
- 山内彩加[1]（2017年入社）- 当時CBCアナウンサー
- 吉岡直子（2010年入社）

## 内容

### ファーストシーズン
番組開始より2021年10月までは、3名のアナウンサーが企画をプレゼンし、リスナー投票で票数順に4週、3週、2週の放送回数を担当した。

### セカンドシーズン
1人のアナウンサーが1か月間通して担当し、以下のコーナーを通じてラジオでのアナウンサーの実力をアップする課題にチャレンジする。
- トークコーナー - 週替わりのテーマでフリートークにチャレンジする。お題は「共感させてください」「泣かせてください」「笑わせてください」「インタビューしてください」など。
- のびしろコーナー - 週替わりの企画で原稿読みにチャレンジする。企画は読みにくい単語が多数の架空のニュース原稿「のびしろニュース」、多数の声色の使い分けが要求される「なりきり童話」など。

| 放送月     | アナウンサー |
| ---------- | ------------ |
| 2021年11月 | 光山雄一朗   |
| 2021年12月 | 山内彩加     |
| 2022年1月  | 加藤愛       |
| 2022年2月  | 吉岡直子     |
| 2022年3月  | 榊原悠介     |
| 2022年4月  | 斉藤初音     |
| 2022年5月  | 松本道弥     |

### 第3シリーズ
セカンドシーズンに引き続き1か月間を1人のアナウンサーが通しで担当する。番組が用意した4つのテーマからフリートークに挑む企画をメインに、1か月通しのテーマを決めて募集するおたよりコーナーを設けるほか、毎月最終週にはアシスタントのアナウンサーと2人で放送する。
| 放送月    | アナウンサー |
| --------- | ------------ |
| 2022年6月 | 吉岡直子     |
| 2022年7月 | 光山雄一朗   |
| 2022年8月 | 加藤愛       |
| 2022年9月 | 斉藤初音     |

### 第4シリーズ
榊原悠介アナウンサーをメインパーソナリティーに、毎週週替わりでアシスタント1名と2人で放送する形となった。
- アットざっとタイム(19時20時台の随時) - 毎週ある年のヒット曲をお届けするとともに、その年に起きた出来事やリスナーのみなさんがその年に体験したできごとを送っていただき、一緒にタイムスリップしていこう！というコーナー
- 差し入れマスターこれ10個(19時台)
  1. ミスタードーナツ
  2. ローソンのおにぎり
  3. マクドナルドのハンバーガー
- 佐藤楠大のわらしべ調査(20時台)
- 佐藤楠大のNao On Sale(20時台)
- ことば寺(20時台)

| 放送回 | 放送日   | アナウンサー     | 備考 |
| ------ | -------- | ---------------- | --- |
| 第1回  | 10月4日  | 山内彩加         | |
| 第2回  | 10月11日 | 佐藤楠大         | |
| 第3回  | 10月18日 | 松本道弥         | |
| 第4回  | 10月25日 | 斉藤初音         | |
| 第5回  | 11月1日  | 松本道弥         | |
| 第6回  | 11月8日  | 佐藤楠大         | |
| 第7回  | 11月15日 | 加藤愛           | |
| 第8回  | 11月22日 | 光山雄一朗       | |
| 第9回  | 11月29日 | 吉岡直子         | |
| 第10回 | 12月6日  | 佐藤楠大         | |
| 第11回 | 12月13日 | 山内彩加         | |
| 第12回 | 12月20日 | 光山雄一朗       | |
| 第13回 | 12月27日 | 松本道弥         | 榊原アナが取材のため、山内アナがメインパーソナリティを務めた。                                                                  |
| 第14回 | 1月3日   | アシスタントなし | アナののびしろ新春スペシャルとして、榊原アナウンサーのみでの放送。19時台でアシスタント7名それぞれの今年の抱負が録音放送された。 |
| 第15回 | 1月10日  | 加藤愛           | |
| 第16回 | 1月17日  | 松本道弥         | |

### 第5シリーズ
佐藤楠大アナウンサーをメインパーソナリティーに、毎週週替わりでアシスタント1名と2人で放送する形となった。
- 思い出プレイリスト(19時台) -リスナーから月間テーマにまつわる思い出と曲を紹介するコーナー。
- 中村彩賀のどうにもとまらない（19時台後半） - 中村彩賀がこれからのびしろがありそうな気になるものを紹介するコーナー
- アシスタントアナウンサーのトークコーナー（20時台前半）
- Bad Gai （20時台前半） - ストレス社会に生きるリスナーに胸の内を投稿してもらい心を解放してもらうコーナー
- ゲストコーナー （20時台後半）
- ウエルビーオンステージ （20時台後半） - 2025年3月までのトークライブ開催を目標にその道のプロからアドバイスを受ける。

| 放送回 | 放送日        | アシスタントアナウンサー | 備考                                         |
| ------ | ------------- | ------------------------ | -------------------------------------------- |
| 第1回  | 10月4日       | 斉藤初音                 |                                              |
| 第2回  | 10月11日      | 小川実桜                 |                                              |
| 第3回  | 10月18日      | 瀧川幸樹                 |                                              |
| 第4回  | 10月25日      | 中村彩賀                 |                                              |
| 第5回  | 11月1日       | 斉藤初音                 |                                              |
| 第6回  | 11月8日       | 中村彩賀                 |                                              |
| 第7回  | 11月15日      | 小川実桜                 |                                              |
| 第8回  | 11月22日      | 斉藤初音                 |                                              |
| 第9回  | 11月29日      | 瀧川幸樹                 |                                              |
| 第10回 | 12月6日       | 小川実桜                 |                                              |
| 第11回 | 12月13日      | 斉藤初音                 |                                              |
| 第12回 | 12月20日      | 瀧川幸樹                 |                                              |
| 第13回 | 12月27日      | 中村彩賀 友廣南実        |                                              |
| 第14回 | 2025年 1月3日 | 中村彩賀                 | 新春スペシャルとして18：00～21：00の放送     |
| 第15回 | 1月10日       | 小川実桜                 |                                              |
| 第16回 | 1月17日       | 斉藤初音                 |                                              |
| 第17回 | 1月24日       | 瀧川幸樹                 |                                              |
| 第18回 | 1月31日       | 松本道弥                 |                                              |
| 第19回 | 2月7日        | 小川実桜 瀧川幸樹        | 佐藤がキャンプ取材の為不在、MC役を小川が担当 |
| 第20回 | 2月14日       | 瀧川幸樹                 |                                              |
| 第21回 | 2月21日       | 松本道弥                 |                                              |
| 第22回 | 2月28日       | 斉藤初音                 |                                              |
| 第23回 | 3月7日        | 小川実桜                 |                                              |
| 第24回 | 3月14日       | 斉藤初音                 |                                              |
| 第25回 | 3月21日       | 中村彩賀                 |                                              |

## 放送時間
- 金曜日 19:00 - 21:00（2024年10月 - ）[3]

### 過去の放送時間
- 日曜日 3:00 - 3:15（土曜深夜）（2021年4月 - 2023年9月）[4][5][6]
- 水曜日 19:00 - 21:00（2023年10月 - 2024年3月）[7]
- 日曜日 3:00 - 3:15（土曜深夜）（2024年4月 - 2024年9月）[8]